# Abraham Dirk Loman

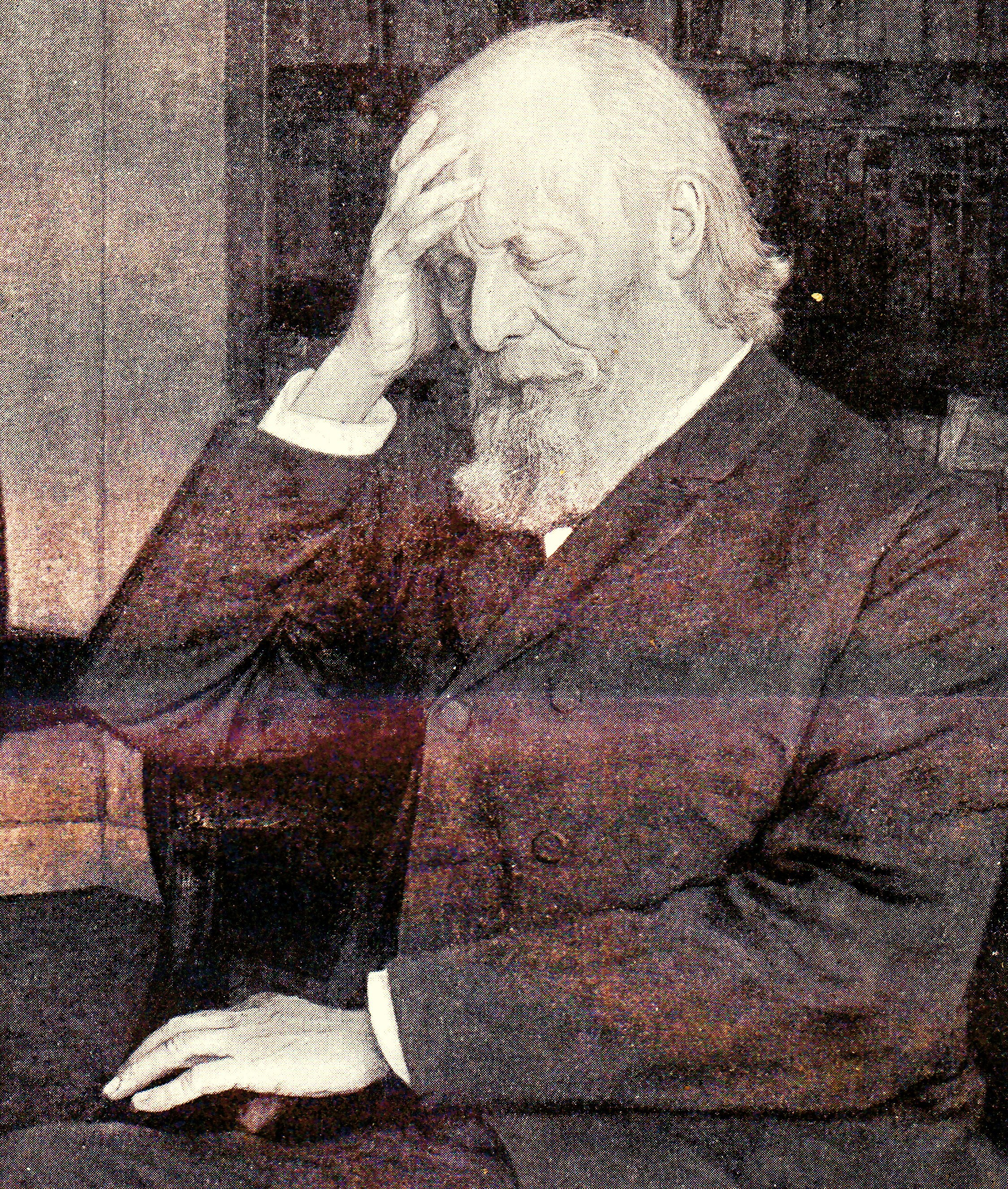
Abraham Dirk Loman

Abraham Dirk Loman (* 16. September 1823 in Den Haag; † 17. April 1897 in Amsterdam) war ein niederländischer Theologe. Er wirkte von 1856 bis 1893 als Professor. In seinem späteren Leben zählte er zur holländischen radikalen Schule.

## Leben
Loman war der Sohn eines Amtsträgers (Prädikant) der Evangelisch-Lutherischen Kirche im Königreich der Niederlande. 1840 begann er sein Theologiestudium und wurde 1846 ebenfalls Amtsträger. 1856 erhielt er eine Professur am lutherischen Seminar in Amsterdam. Obwohl er ab Anfang 1870 allmählich sein Augenlicht verlor, setzte er seine Arbeit fort. An der Universität von Amsterdam erhielt er 1877 eine Theologieprofessur, die er bis zu seinem Ruhestand 1893 innehatte.
Seit 1885 war er Mitglied der Königlich Niederländischen Akademie der Wissenschaften (KNAW).

## Werk
Loman führte die moderne Theologie in die niederländische lutherische Kirche ein. Er unterrichtete alle theologischen Disziplinen, konzentrierte sich aber ab 1867 auf das Neue Testament und frühchristliche Literatur.
Er schrieb ein Buch über den Kanon Muratori, veröffentlichte aber hauptsächlich in Fachzeitschriften. Er stimmte in vielen seiner Ansichten mit der von Ferdinand Christian Baur begründeten Tübinger Schule überein. Als sein Kollege Allard Pierson 1878 die Authentizität des Galaterbriefes bestritt, reagierte Loman mit einer leidenschaftlichen Verdammung.
Aber dies änderte sich ab 1880. Loman vertrat dann die Theorie des Jesus-Mythos und erregte große Bestürzung, als er am  13. Dezember 1881 im Gebäude der Freien Gemeinde (Vrije Gemeente) in Amsterdam in einer öffentlichen Vorlesung die Behauptung aufstellte, Jesus sei keine historische Person gewesen und alles, was man über ihn wisse, sei eine Fiktion des zweiten Jahrhunderts. In seinen Quaestiones Paulinae (1882, 1883, 1886) verwarf er Paulus Autorenschaft des Galaterbriefes. Er argumentierte, dass die Paulusbriefe nicht von Justin dem Märtyrer erwähnt wurden und die ersten datierbaren Zitate erst bei Marcion zu finden sind.